# 鼓楼 (互助县)
鼓楼，位于中国青海省互助县威远镇，为第四批青海省文物保护单位，公布日期为1986年5月27日，类型为古建筑。
鼓楼的历史年代为明。